# Macroglossus sobrinus
Espèce
Statut de conservation UICN

 LC  : Préoccupation mineure
Macroglossus sobrinus, appelé communément grand macroglosse, est une espèce de grande chauve-souris de la famille des Pteropodidae.

## Description
Macroglossus sobrinus est une petit espèce de chauve-souris plus grande que le petit macroglosse avec un museau plus long. Son avant-bras mesure de 42 à 48,5 mm de long. Les individus pèsent 18 à 26 g.

## Répartition

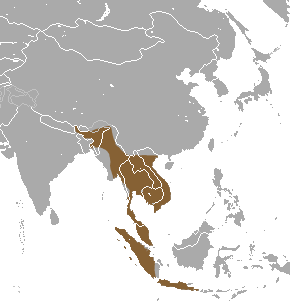
Aire de répartition du grand macroglosse

Contrairement à Macroglossus minimus qui est considérée comme une espèce côtière, le grand macroglosse est considéré comme une espèce dans les terres. Il se trouve dans plusieurs pays d'Asie du Sud-Est, dont le Cambodge, la Chine, l'Inde, l'Indonésie, le Laos, la Malaisie, le Myanmar, la Thaïlande et le Vietnam.

## Écologie
Le grand macroglosse est nectarivore. Il consomme du nectar presque exclusivement de fleurs de bananier à l'aide de sa longue langue dont l'extrémité ressemble à une brosse. Il est nocturne, se nourrit la nuit et est perché le jour dans les arbres. Pendant la journée, il dort seul ou en petits groupes bien espacés.

## Source de la traduction
- (en) Cet article est partiellement ou en totalité issu de l’article de Wikipédia en anglais intitulé « Long-tongued fruit bat » (voir la liste des auteurs).